# Комишанка (Роменський район)
Комиша́нка — село в Україні, у Роменському районі Сумської області. Населення становить 484 осіб. Входить до складу Вільшанської сільської громади.

## Населення

### Мова
Розподіл населення за рідною мовою за даними перепису 2001 року:
| Мова       | Кількість | Відсоток |
| ---------- | --------- | -------- |
| українська | 466       | 96.28%   |
| російська  | 16        | 3.31%    |
| вірменська | 1         | 0.41%    |
| Усього     | 484       | 100%     |

## Географія
Село Комишанка знаходиться на лівому березі річки Сула, вище за течією примикає село Підсулля (Сумський район), нижче за течією на відстані 1 км розташоване село Зеленківка, на протилежному березі — села Зеленківка і Сороколітове. По селу протікає пересихаючий струмок з загатою. Поруч проходить автомобільна дорога Н07.

## Історія
12 червня 2020 року, відповідно до розпорядження Кабінету Міністрів України № 723-р «Про визначення адміністративних центрів та затвердження територій територіальних громад Сумської області», село увійшло до складу Вільшанської сільської громади.
19 липня 2020 року, в результаті адміністративно-територіальної реформи та ліквідації Недригайлівського району, громада увійшла до складу новоутвореного Роменського району.

## Відомі люди
- Шаповал Василь Кіндратович — радянський військовослужбовець, учасник Великої Вітчизняної війни, Герой Радянського Союзу, стрілець 465-го стрілецького полку 167-ї Сумсько-Київської двічі Червонопрапорної стрілецької дивізії 38-ї армії 1-го Українського фронту, червоноармієць.